# Соседи (фильм, 1952)
Соседи (англ. Neighbours; фр. Voisins) — канадский короткометражный анти-военный фильм 1952 года, режиссёра Нормана Макларена. Фильм был снят организацией Канадская государственная служба кинематографии в городе Монреаль.
Фильм получил высокие оценки критиков и стал обладателем множества наград, таких как канадской кинопремии и премией «Оскар» за лучший документальный короткометражный фильм. В 2009 году «Соседи» был добавлен в программу ЮНЕСКО «Память мира», в которой перечислены самые важные коллекции документального наследия в мире.

## Сюжет
Двое соседей, Жан-Поль Ладосер и Грант Манро, мирно живут в своих домах. Когда между их домами распускается один-единственный цветок, они начинают до смерти бороться друг с другом за право обладать этим цветком.
В титрах была показана главная мораль фильма: любить ближнего. Мораль также отображается на других языках, в том числе и на русском.